# Маркеджани, Умберто
Умберто Маркеджани (итал. Umberto Marcheggiani; род. 12 июня 1943, Губбио, Умбрия) — итальянский борец вольного стиля. Участник летних Олимпийских игр 1968 и 1972 годов.

## Биография
Умберто Маркеджани родился 12 июня 1943 года в итальянском городе Губбио.
Выступал в соревнованиях по вольной борьбе за римский «Форестале».
В 1966 году на чемпионате Европы в Карлсруэ занял 4-е место в весовой категории до 87 кг.
В 1967 году завоевал серебряную медаль Средиземноморских игр в Тунисе в весе до 87 кг.
В 1968 году вошёл в состав сборной Италии на летних Олимпийских играх в Мехико. В весе до 87 кг в первом раунде решением судей проиграл Гезе Холлоши из Венгрии, во втором за явным преимуществом победил Робера Шамберо из Канады, в третьем на 2-й минуте проиграл Тому Пэкхему из США и выбыл из соревнований.
В 1970 году на чемпионате мира в Эдмонтоне занял 6-е место в весе до 90 кг.
В 1972 году вошёл в состав сборной Италии на летних Олимпийских играх в Мюнхене. В весе до 87 кг в первом раунде решением судей проиграл Мишелю Гранжье из Франции, во втором завершил вничью поединок с Роном Гринстедом из Великобритании, в третьем решением судей уступил Гюнтеру Шпиндлеру из ГДР и выбыл из соревнований.
В том же году на чемпионате Европы в Катовице занял 5-е место в весе до 90 кг.